# Coma of Souls
Coma of Souls è il quinto album in studio del gruppo musicale thrash metal tedesco Kreator, pubblicato nel 1990 dalla Noise Records.

## Tracce
1. When the Sun Burns Red – 5:28
2. Coma of Souls – 4:18
3. People of the Lie – 3:15
4. World Beyond – 2:02
5. Terror Zone – 5:54
6. Agents of Brutality – 5:16
7. Material World Paranoia – 4:59
8. Twisted Urges – 2:46
9. Hidden Dictator – 4:47
10. Mental Slavery – 5:43

## Formazione
- Mille Petrozza - chitarra, voce
- Frank "Blackfire" Gosdzik - chitarra
- Roberto "Rob" Fioretti - basso
- Jürgen "Ventor" Reil - batteria